# Nora (gemeente)
Nora is een Zweedse gemeente in de provincie Örebro län. Ze heeft een totale oppervlakte van 694,7 km² en telde 10.523 inwoners in 2004.

## Plaatsen
- Nora (stad)
- Gyttorp
- Ås (Nora)
- Striberg
- Nyhyttan
- Dalkarlsberg
- Järnboås